# 北海道中央バス札幌ターミナル

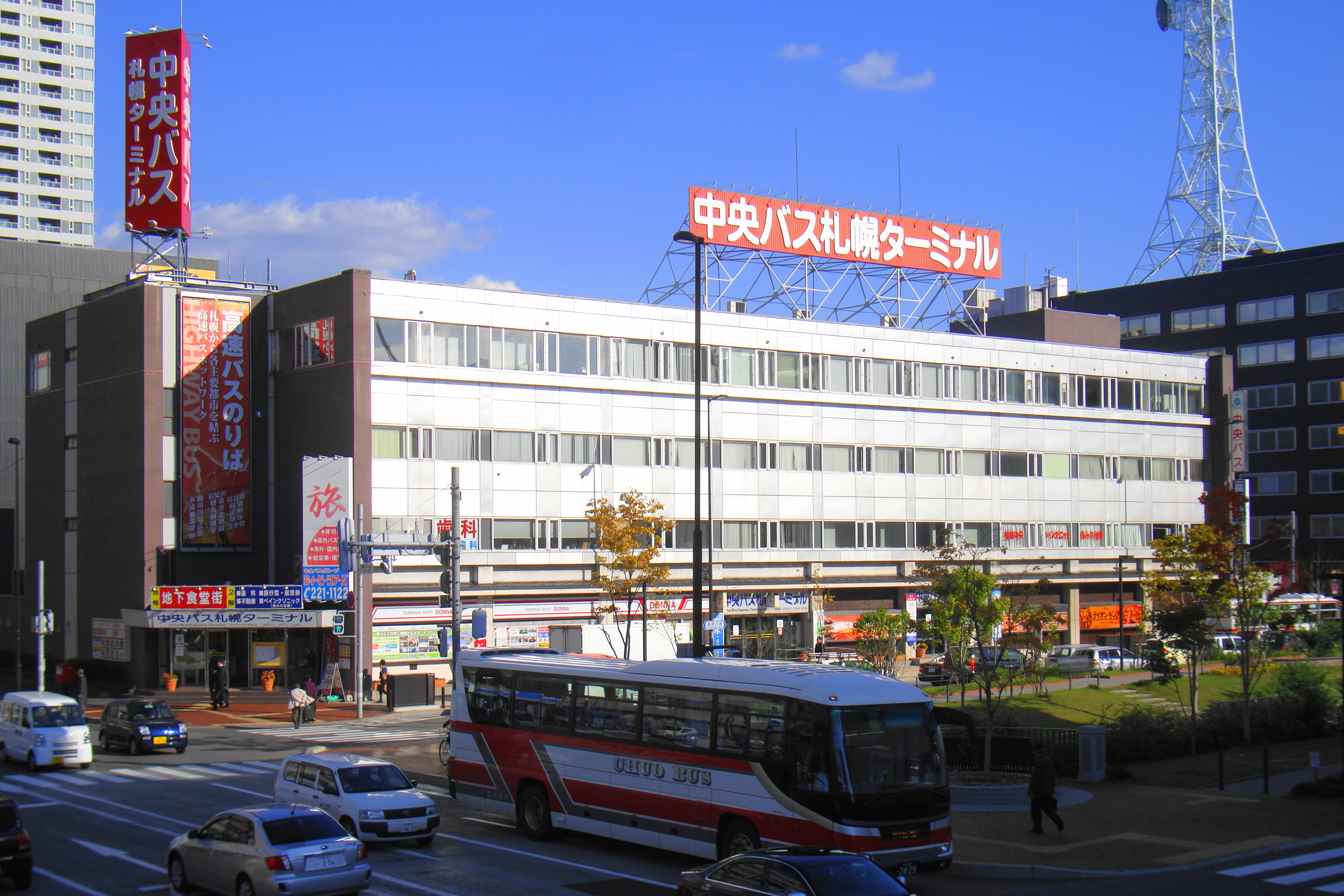
北海道中央バス 札幌ターミナル

北海道中央バス札幌ターミナル（ほっかいどうちゅうおうバスさっぽろターミナル）は、北海道中央バス（中央バス）が北海道札幌市中央区大通東1丁目3の創成川東地域に設置する、バス事業部（旧・札幌事業部）に属するバスターミナル施設である。

## 概要・歴史

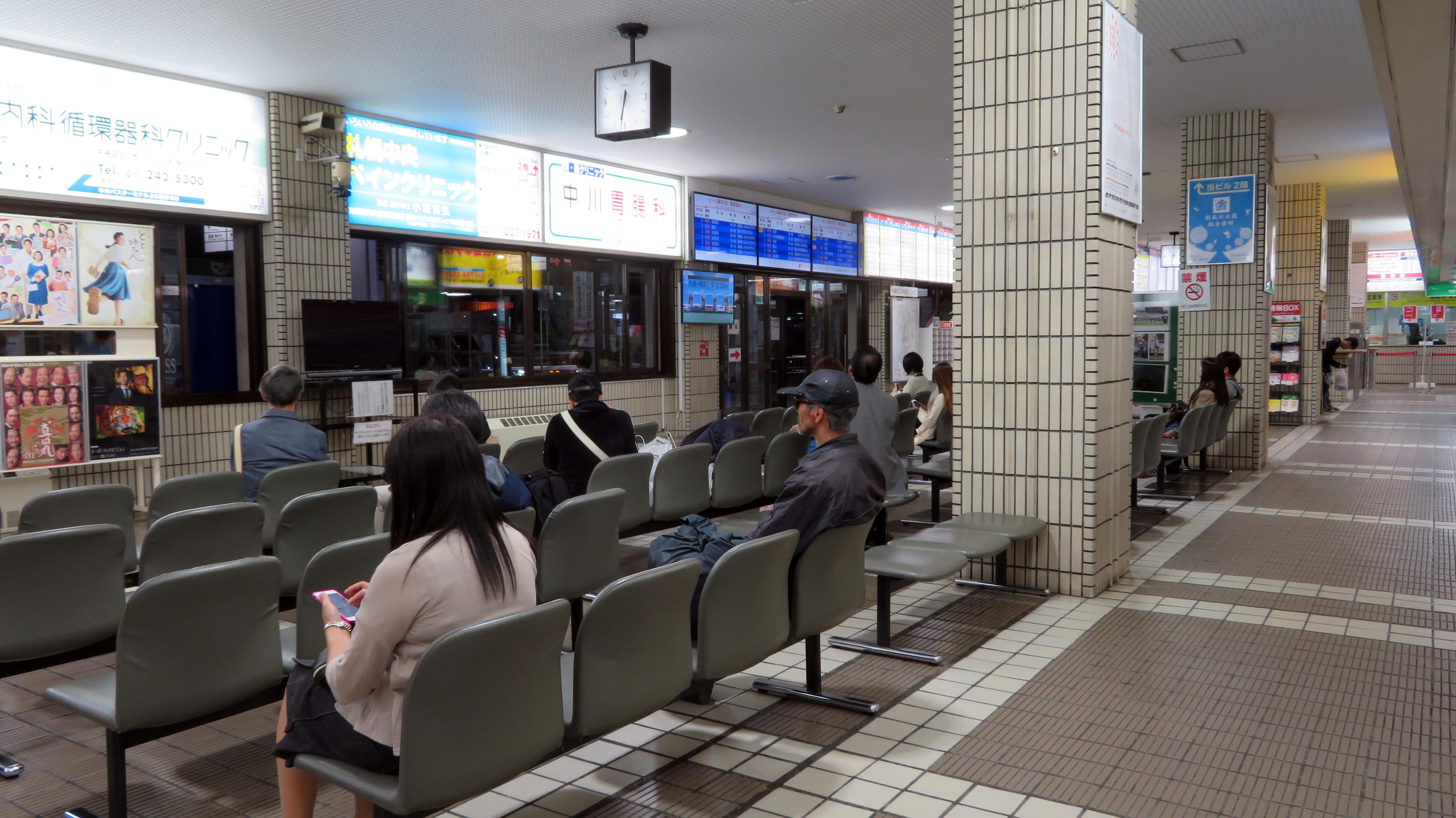
待合室

1956年（昭和31年）12月28日に北4条西4丁目の札幌駅近傍に開設。1966年（昭和41年）12月15日に現在地へ移転した。1980年（昭和55年）に4階部分を増築し現在の形となった。
5時35分に釧路からの高速バスが到着し、23時55分に函館への高速バスが出発するまで、高速バスが約220便、市内・近郊路線が約180便発着する。高速バスは多くが札幌駅バスターミナル発着となり、札幌ターミナルは一部を除き途中経過地のひとつとなった。
1階はバスターミナル（乗り場、待合室、自動券売機、窓口）や売店など乗客向け施設を設置。2階から4階までは経営企画室、バス事業部、シィービーツアーズなど中央バス事務所や貸事務所、地下1階は貸店舗として飲食店が入居する。2階と地下1階では「中央ターミナルデパート」の営業を行っていたが1995年（平成7年）に閉店した。
札幌ターミナルおよび隣接する北海道電力本店ビルは老朽化が進行しており、隣接し閉鎖が決まっている北海道四季劇場（現・東1丁目劇場施設、地権者は竹中工務店）を含めて一帯を再開発、バスターミナルやホテル、オフィスなどが入居する高層ビルを建築し、早ければ2029年度に開業する構想があるが、需要低迷などを受けて当初計画通りに進めることは難しい旨が報じられている。

## のりば

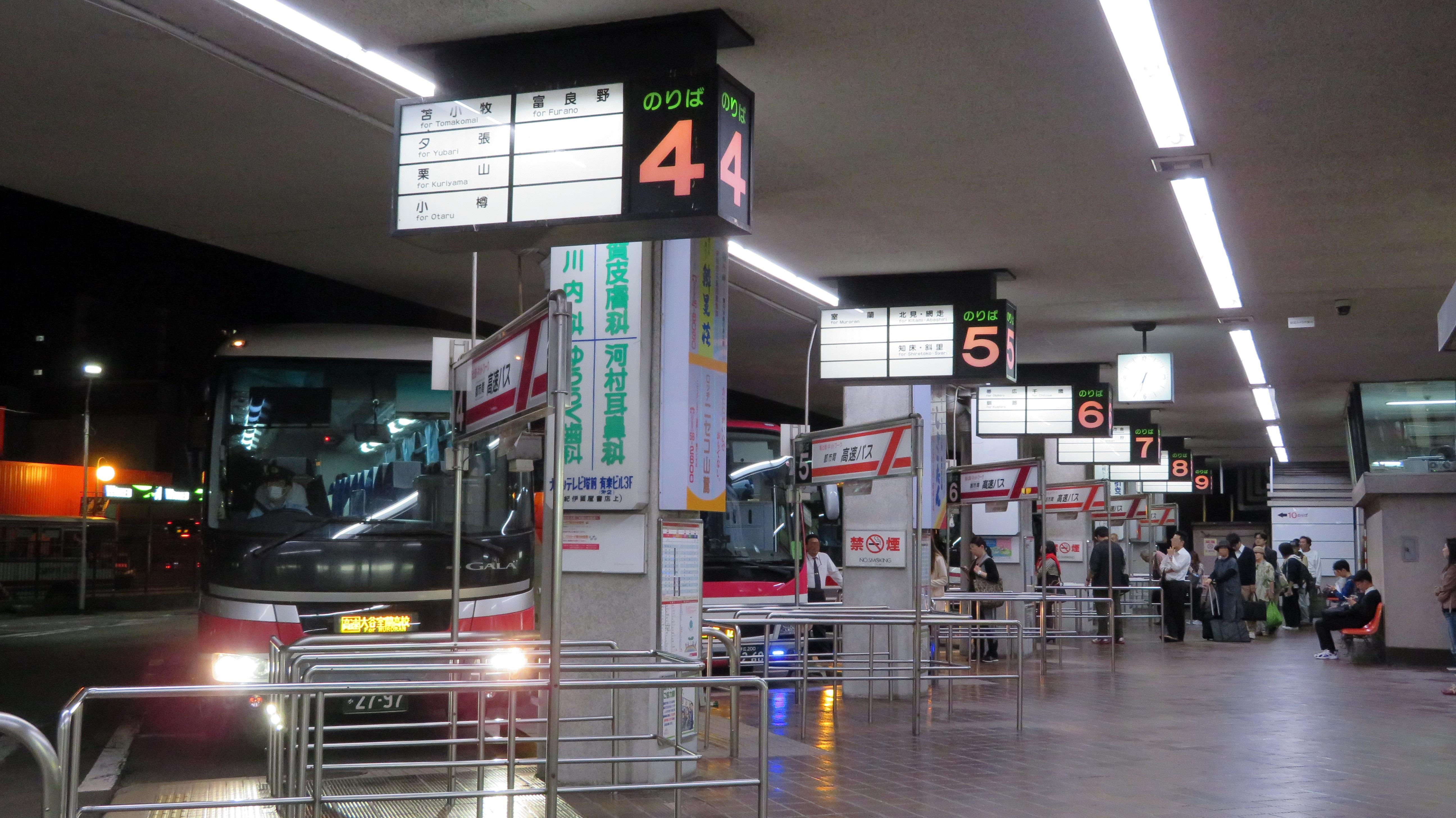
のりば

2025年（令和7年）4月1日現在。11〜13番のりばはターミナル外にある。なお、のりばは増発等で変更となる場合がある。
詳細経路等は担当営業所記事を、共同運行・相互乗り入れ路線は併記の事業者記事も参照。

### 1番のりば
- 江別営業所
  - 90 札江線 江別駅前行（東雁来・世田ヶ谷経由）

### 2番のりば
- 岩見沢営業所
  - 高速いわみざわ号 岩見沢市行（岩見沢ターミナル）
  - 高速みかさ号 三笠市行（岩見沢ターミナル・三笠市民会館）
- 滝川営業所
  - 高速たきかわ号 滝川市行（砂川市立病院・滝川駅・滝川営業所）
  - 高速るもい号 留萌市行（砂川市立病院・滝川駅経由/深川市立病院経由 留萌ターミナル）

### 3番のりば
- 旭川営業所、ジェイ・アール北海道バス、道北バス
  - 高速あさひかわ号 旭川市行（旭川駅）
- 札幌北営業所、道北バス
  - 高速なよろ号 名寄市行（和寒・士別大通6丁目・名寄駅・名寄営業所）
- 札幌北営業所、北海道北見バス（道北バス[注 1]）
  - 高速えんがる号 遠軽町行（白滝・丸瀬布・遠軽ターミナル）
- 札幌北営業所、ジェイ・アール北海道バス、道北バス、北紋バス
  - 高速流氷もんべつ号 紋別市行（滝上・紋別ターミナル）
- 札幌北営業所、北都交通、函館バス
  - 高速はこだて号 函館市行（八雲・森・新函館北斗駅・函館駅（函館駅前バスターミナル）・湯の川温泉）

### 4番のりば
- 岩見沢営業所
  - 高速くりやま号 栗山町行（南幌ビューロー・栗山駅）
- 札幌北営業所
  - 高速ふらの号 富良野市行（赤平駅・芦別駅・富良野駅）
  - 高速とまこまい号 苫小牧市行（苫小牧駅・苫小牧西港フェリーターミナル）
  - 高速むろらん号 室蘭市行（登別駅・幌別・東町ターミナル・室蘭観光協会）
- 道南バス
  - 高速白鳥号 室蘭市行（登別駅・幌別・東町ターミナル・室蘭観光協会）

### 5番のりば
- 真栄営業所、ジェイ・アール北海道バス
  - 高速おたる号 小樽市行（北大経由 小樽駅前（小樽ターミナル））
- 札幌北営業所、北海道北見バス、網走バス
  - ドリーミントオホーツク号 北見市・網走市行（北見バスターミナル・美幌駅・網走バスターミナル）
- 斜里バス
  - イーグルライナー 斜里町行（東藻琴・斜里バスターミナル・ウトロ温泉）

### 6番のりば
- 札幌北営業所、北都交通、ジェイ・アール北海道バス、十勝バス、北海道拓殖バス
  - ポテトライナー 帯広市行（直行/音更経由/清水・芽室経由 帯広駅（帯広駅バスターミナル））
- 札幌北営業所、阿寒バス、くしろバス
  - スターライト釧路号 釧路市行（くしろバス本社・釧路駅（釧路駅前バスターミナル））

### 7番のりば
- 石狩営業所
  - 14 花川南団地線 石狩庁舎前行（麻生駅・花川3丁目・花畔団地経由）
  - 16 花畔団地線 石狩庁舎前行（麻生駅・花川5丁目・花畔団地経由）
  - 31 石狩線 石狩庁舎前行（東茨戸2条1丁目経由）
  - 石狩線 石狩行・トーメン団地行（東茨戸2条1丁目・石狩庁舎前経由）
  - 札厚線 道の駅あいろーど厚田行（東茨戸2条1丁目・石狩庁舎前・望来経由）

### 8番のりば
- 新川営業所
  - 02 屯田線 屯田6条12丁目行（札幌駅北口・北42条東1丁目・屯田団地橋経由）
- 石狩営業所
  - 36 篠路駅前団地線 篠路10条4丁目行（札幌駅前・北45条東8丁目経由）

### 9番のりば
- 増発便、臨時便等

### 10番のりば
- 貸切バス等

### 11〜13番のりば
2006年（平成18年）4月に創成川通アンダーパス連続化事業に伴い、11〜13番のりばの使用を停止。2010年（平成22年）に使用再開した。
- 降車専用

### 降車
- 到着便の降車は、ターミナルビルの西側（創成川通沿い）で行われる。
  - 創成川通アンダーパス連続化事業開始以前は、このターミナルビル西側の停留所は乗車も扱っていた。工事開始に伴い利用が一時休止され、乗車場所はターミナル内に移され、降車場所はターミナル南側に集約された。
  - さらにターミナル南側路上の降車停留所は、創成川通アンダーパス連続化事業の進展と、当ターミナル東隣の劇団四季新劇場建設工事に伴い、再度西側に移設された。

## 周辺の中央バス停留所
近隣に以下の停留所が設置されており、札幌ターミナルを経由しない便が停車する。停車路線等の詳細は営業所記事・路線記事を参照。
- 大通公園、ホテルモントレエーデルホフ札幌、札幌グランドホテル
  - 新千歳空港連絡バス都心系統（月寒営業所）
- 北1条
  - 豊平区・清田区・北広島市方面（平岡営業所、大曲営業所）、東区・白石区方面（札幌東営業所、白石営業所）、左記方面からの札幌駅前行。
- バスセンター（大通バスセンター）
  - 東区方面（札幌東営業所、札幌北営業所）
- 時計台前
  - 円山経由小樽方面、小樽方面から札幌駅前行（真栄営業所）、道央自動車道経由の都市間高速バス（各地発降車専用）